# Casa di Sirico

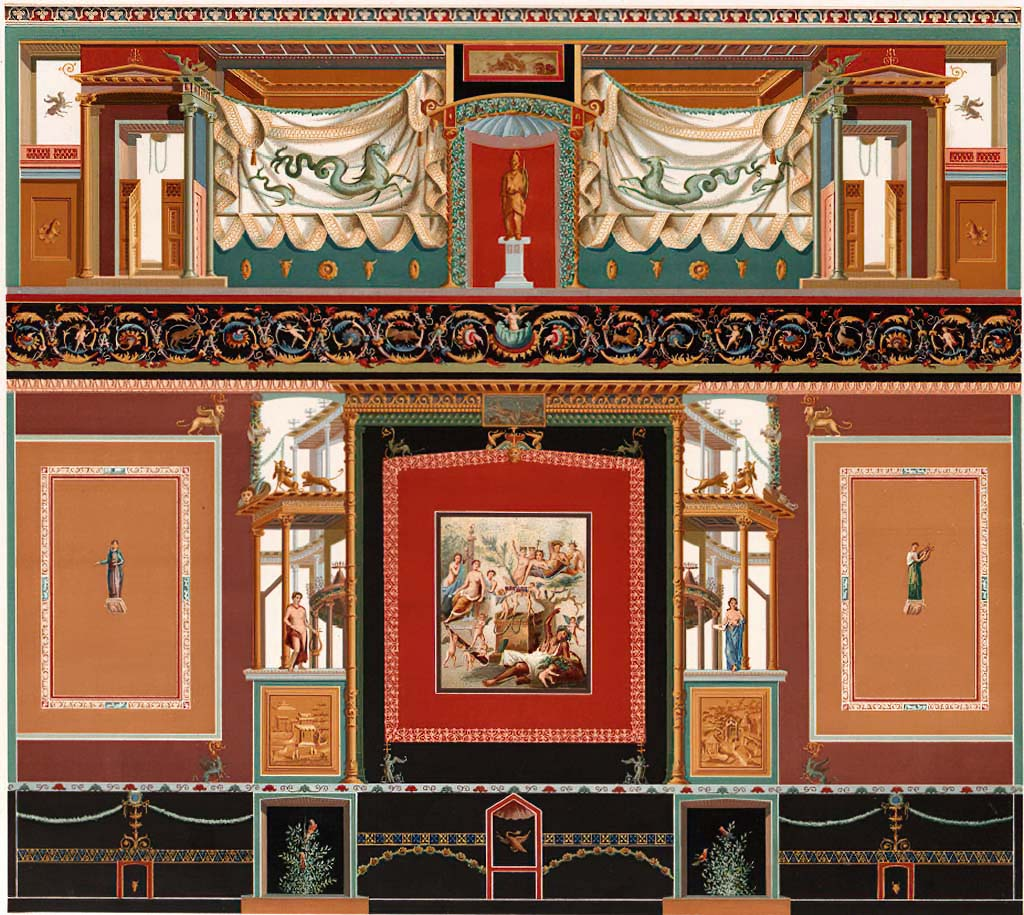
Malerei in der Exedra, Kopie des 19. Jahrhunderts

Bei der Casa di Sirico (Haus des Siricus oder Haus des P. Vedius Siricus) handelt es sich um ein Wohnhaus in Pompeji (VII.1.47), das 1851, 1857, 1862 und 1872 ausgegraben wurde. Nach Restaurierungsarbeiten ist es seit 2017 geöffnet. Das Haus erhielt seinen Namen vom Fund eines Siegels, von Wahlaufschriften und Inschriften im Inneren des Hauses, die keinen Zweifel daran lassen, dass Publius Vedius Siricus der letzte Besitzer war. Der Wohnkomplex besteht aus zwei Häusern mit zwei Atrien. Der andere Teil des Komplexes ist als Casa dei Principi di Russia bekannt.

## Beschreibung
Die Casa di Sirico ist vor allem wegen der Wandmalereien in der Exedra, die sich auf der linken Seite des Atriums befindet, bekannt. Es handelt sich um eines der prächtigsten Beispiele des 4. Stils. Auf die Wand sind große gelbe Felder gemalt, die mit schmalen Feldern abwechseln, in denen sich gemalte Architekturen befinden. Im Zentrum der drei Hauptwände (die vierte Wand öffnet sich zum Atrium) befindet sich ein rotes Feld mit einem großen Wandgemälde im Zentrum. Die Gemälde zeigen den Bau der Mauern von Troja, Thetis, die in der Werkstatt des Vulcanus neue Waffen für ihren Sohn Achilles besorgt, und Herakles am Hof der Königin Omphale. Im Triclinium befanden sich einst weitere aufwändige Malereien, die jedoch heute fast vollkommen vergangen sind. Alte Fotos und Zeichnungen belegen ihr Aussehen. Ein zentrales Bild, dass Iapyx zeigt, wie er eine Pfeilspitze aus dem Bein des Aeneas entfernt, wurde aus der Wand geschnitten und befindet sich heute in Archäologischen Nationalmuseum Neapel (Inv. Nr. 9009).

## Galerie

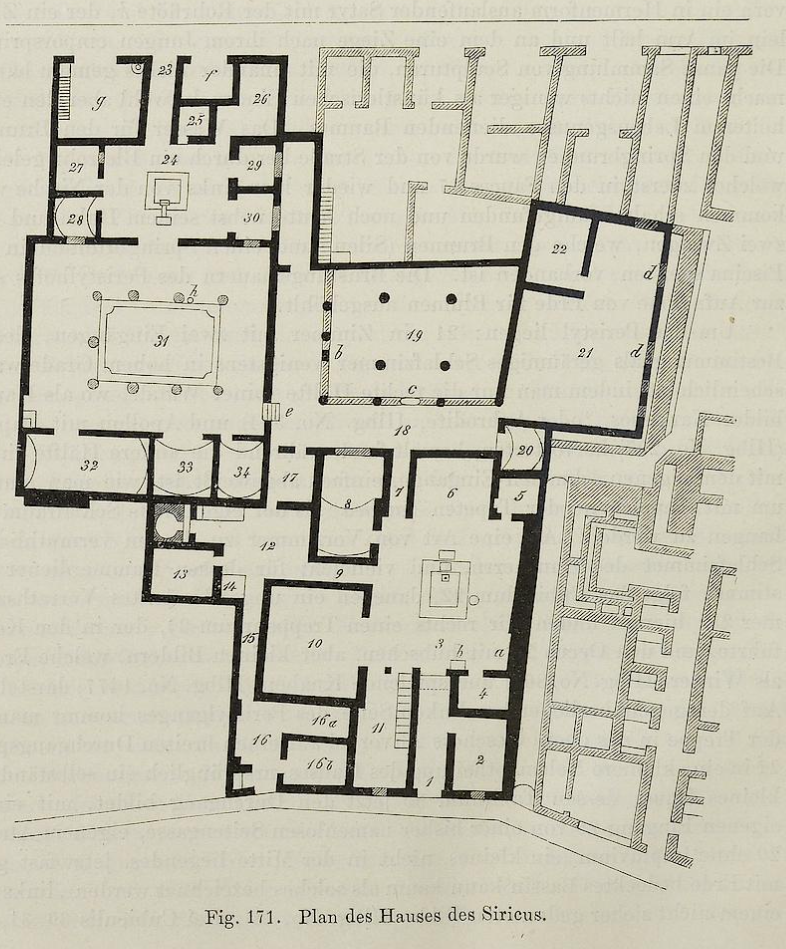
Grundriss des Hauses
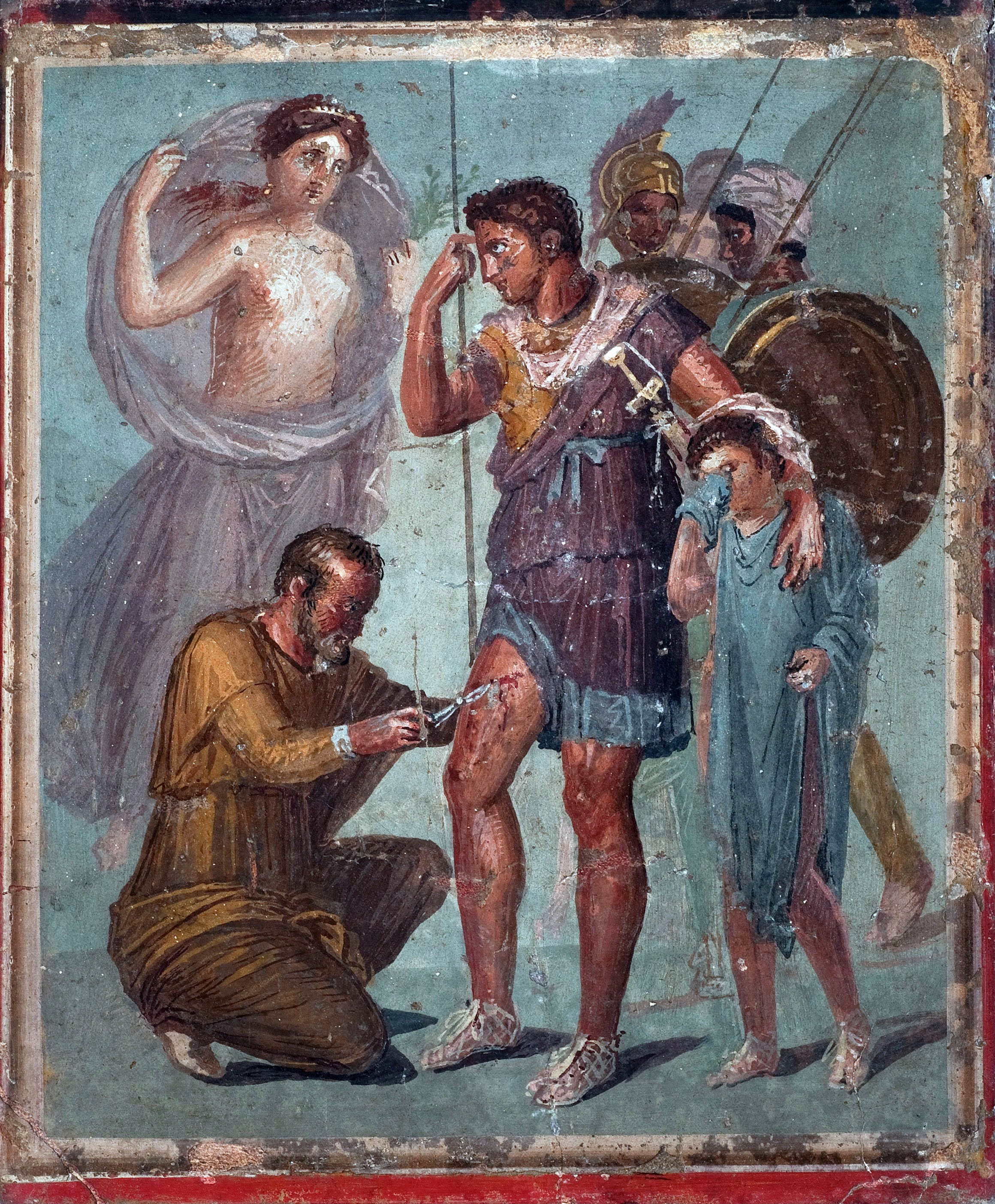
Iapyx entfernt Pfeilspitze aus dem Bein des Aeneas (Neapel)
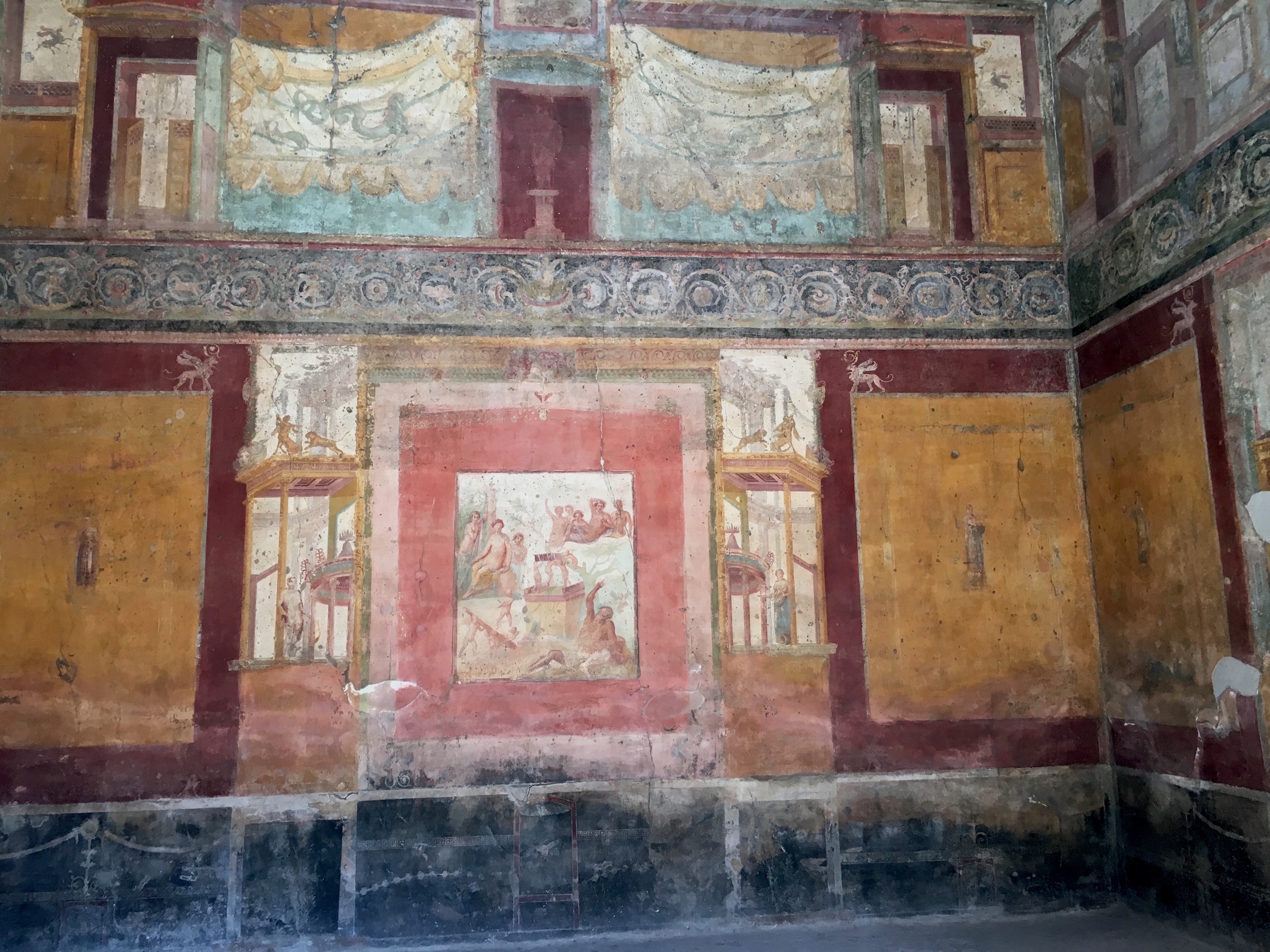
Wandmalerei in der Exedra
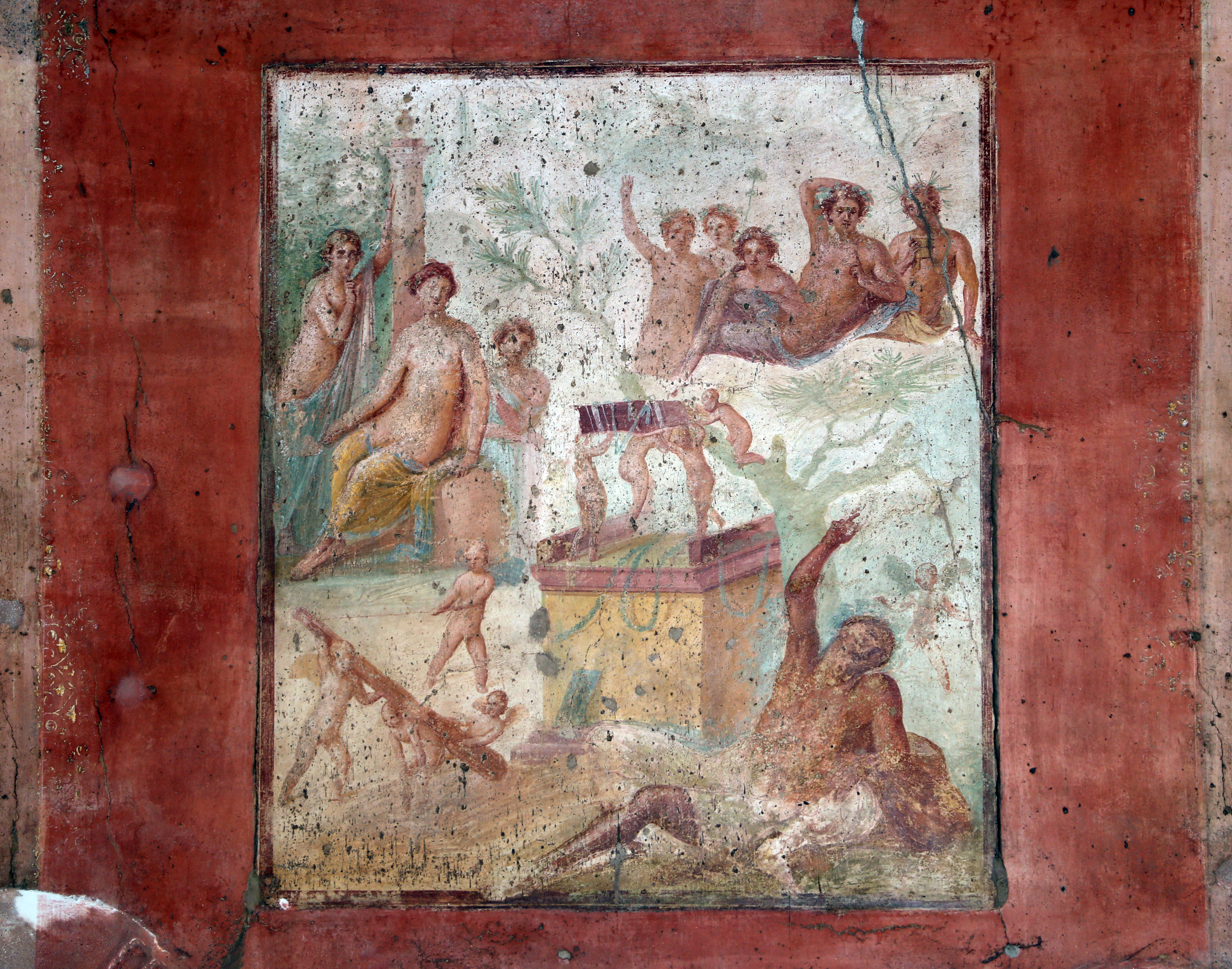
Herakles am Hof der Omphale
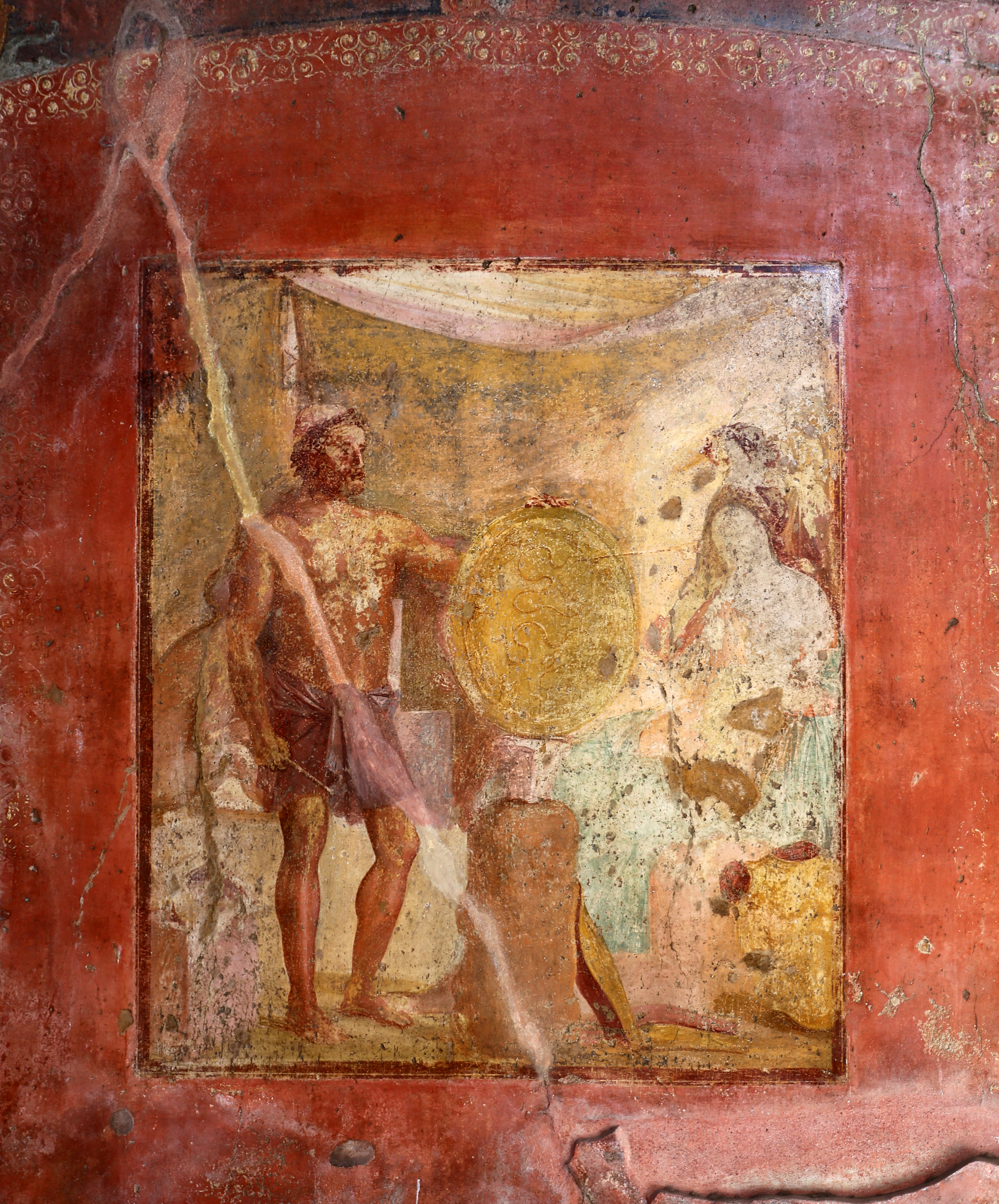
Thetis in der Werkstatt des Vulkan
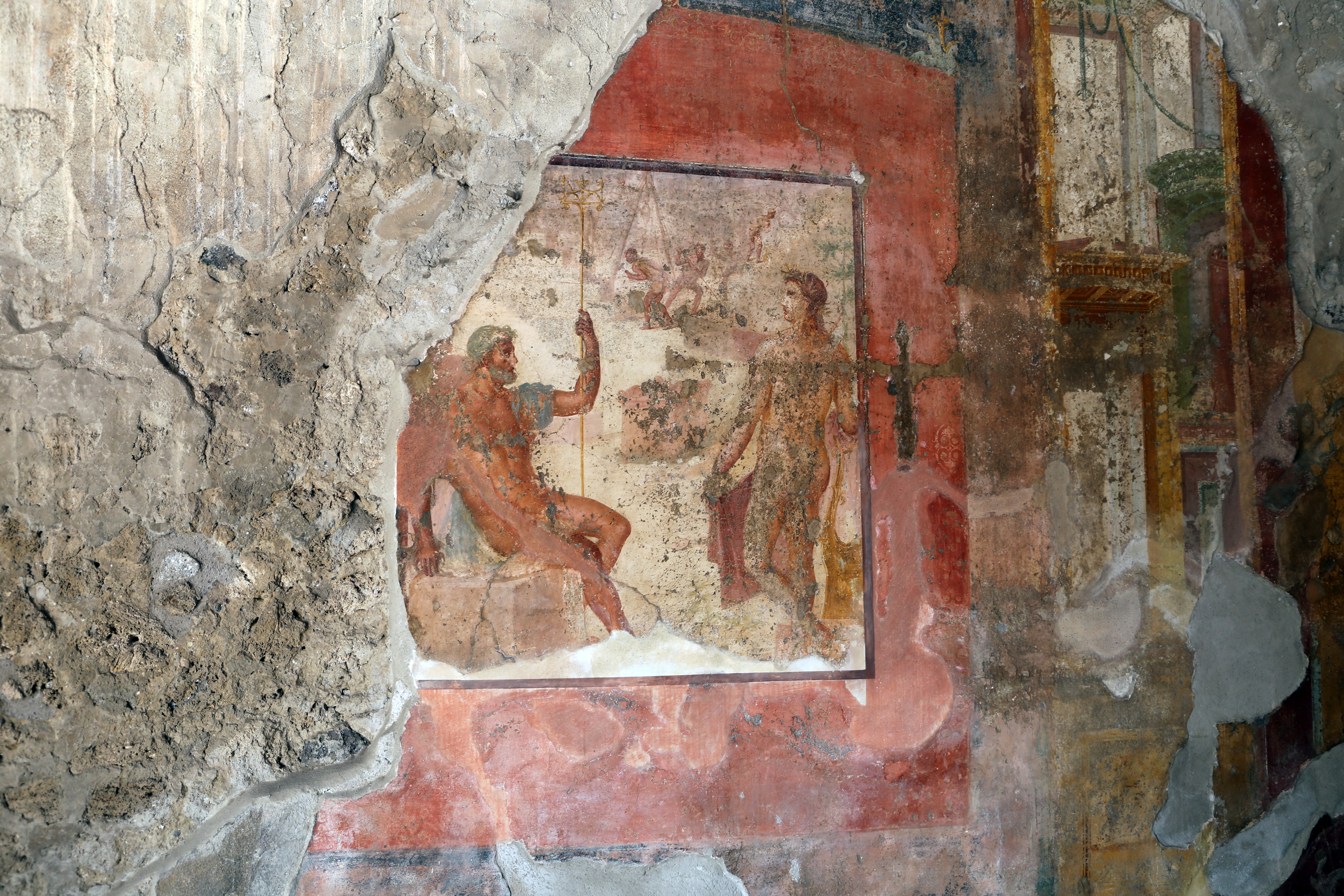
Der Bau der Mauern von Troja
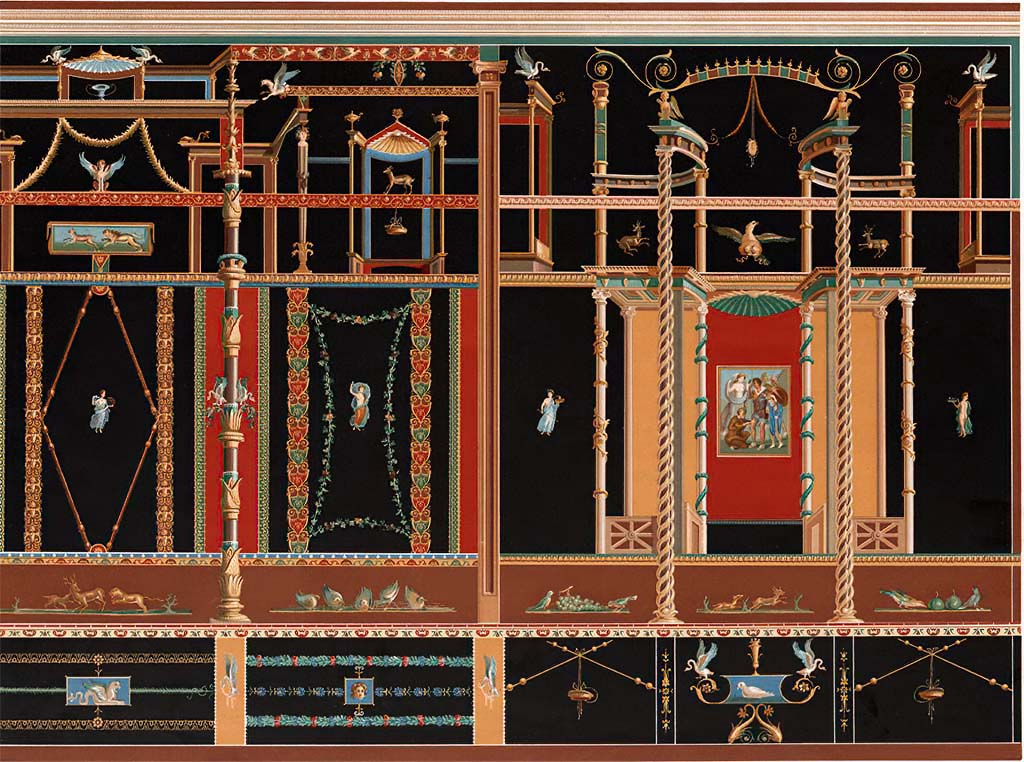
Malerei im Triclinium, Kopie des 19. Jahrhunderts